# کوه نور
کوه نور، با وزن ۱۰۵٫۶ قیراط (۲۱٫۱۲ گرم)، یکی از بزرگ‌ترین الماس‌های تراش‌خوردهٔ جهان است. این الماس در گذشته ۱۸۶٫۰۶۲۵ قیراط برابر ۳۷٫۲۱ گرم وزن داشت که در تراش سال ۱۸۵۴ وزن آن کاهش یافت. این الماس امروزه بر روی تاج الیزابت، ملکه مادر قرار دارد. کوه نور مشهورترین الماس غیرقابل ارزش‌گذاری جهان است.
الماس کوه نور هم‌اکنون بخشی از جواهرات سلطنتی پادشاهی بریتانیا است که بعد از سرقت از ایران به انگلستان رفت و نمونه جایگزین و بدل آن در برج لندن در بریتانیا به نمایش درآمده است. این الماس جفتِ الماس پرآوازه دریای نور است که هر دو از کهن‌ترین جواهرات شناخته شده در جهان هستند. این الماس درشت سال‌ها میان حاکمان هند، مغولستان، افغانستان، ایران و بریتانیا دست به دست شده‌است.
الماس کوه نور که در ابتدا بر روی تخت طاووس بود، پس از جنگ ایران و هند به همراه جفت آن یعنی الماس دریای نور توسط نادرشاه از هند به ایران آورده شد. بعد از مرگ نادرشاه از روی تخت کنده و دزدیده شد و از ایران خارج گردید. پس از الحاق پنجاب در سال ۱۸۴۹، در زمان سلطنت ۱۱ ساله ماهاراجه امپراتوری سیک، دولیپ سینگ، که تحت تأثیر سایه حکومت می‌کرد. متحد کمپانی، گلاب سینگ، اولین مهاراجه جامو و کشمیر که قبلاً این سنگ را در اختیار داشت، توسط کمپانی هند شرقی به ملکه ویکتوریا داده شد.

## تاریخچه

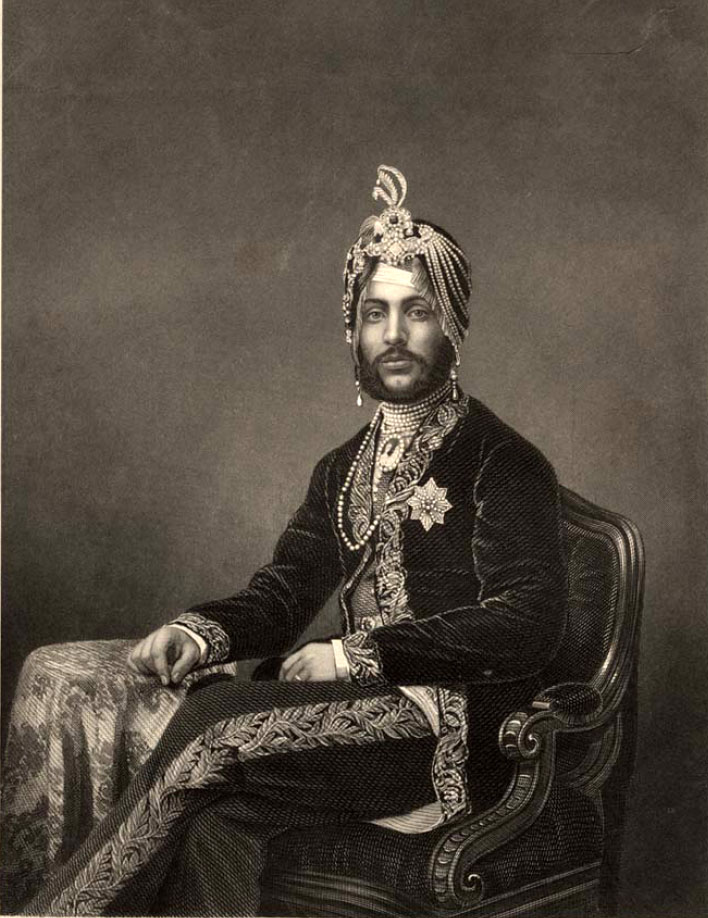
در پی شکست در جنگ دوم انگلیس و سیک‌ها، مهاراجه دولیپ سینگ، بابت غرامت جنگ وادار به تسلیم الماس کوه نور به بریتانیا شد. او همچنین وادار شد تا «از جانب خود، وارثان و جانشینانش از تمامی حقوق، القاب و ادعاها دربارهٔ حکمرانی بر پنجاب و اصولاً دربارهٔ هرگونه حق حکمرانی کناره‌گیری کند».

این سنگ قیمتی از ناحیه قلعه باستانی گلکنده در نزدیکی حیدرآباد در ایالت آندرا پرادش هند در سال ۱۶۵۶ میلادی به دست آمد و توسط میرزا محمد میر جمله وزیر مشهور ایرانی عبدالله قطب‌شاه به شاه جهان پادشاه گورکانی هند تقدیم شد و در آنجا ماند.
در سال ۱۷۳۹ میلادی نادرشاه پس از تسخیر هند، این الماس را که بر تاج محمدشاه گورکانی می‌درخشید، دید و گفت: «این کوهی از نور است» و از آن تاریخ نام کوه نور بر آن ماند. او این الماس را به همراه دو قطعه الماس دیگر دریای نور (در موزه جواهرات ملی ایران) و مغول کبیر (که جواهرشناسان دنیا معتقدند همان الماس اورلف است که بر روی گرز امپراتوری کاترین دوم روسیه در مجموعه الماس‌های کاخ کرملین نگهداری می‌شود) به عنوان غنائم جنگی از هند بیرون آورد.
الماس کوه نور پس از مرگ نادرشاه، توسط احمدشاه درانی به افغانستان انتقال یافت و در حدود ۷۰ سال در افغانستان نگهداری گردید.
در جایی آمده‌است که الماس کوه نور از طرف دولت هند بریتانیا به ملکه انگلیس هدیه داده شده‌است.
در پی جنگ دوم انگلیس و سیک‌ها، دولیپ سینگ، مجبور به قبول «سندِ پنج ماده‌ای ۱۸۴۹ لاهور» شد که بر اساس بند سوم، الماس کوه نور را به کمپانی هند شرقی بریتانیا «تسلیم» کند. هنگامی که ملکه ویکتوریا در سال ۱۸۷۷ امپراتوریس هند شد، کمپانی هند شرقی آن را به ملکه هدیه کرد هنگامی که کوه نور به بریتانیا برده شد، وزن آن ۱۹۰/۳ قیراط بود.

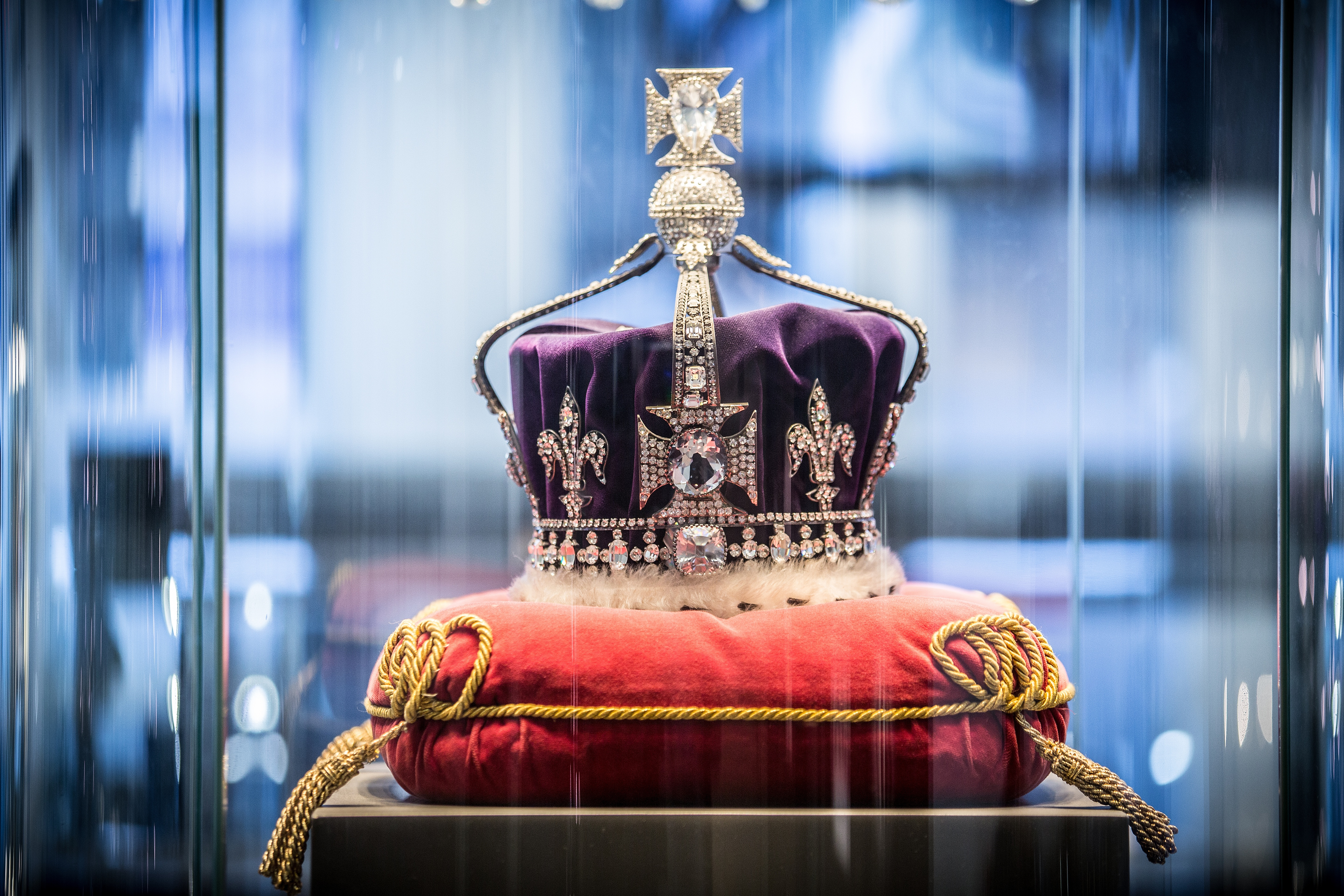
الماس کوه نور بر روی تاج ملکه الیزابت

## محل نگهداری
پس از آنکه این الماس سال‌ها بین حاکمان هندی، ایرانی، افغان، مغول و بریتانیایی دست به دست شد از ۱۵۰ سال پیش تاکنون جزئی از جواهرات سلطنتی بریتانیا بوده‌است. این الماس ۱۰۵ قیراطی آخرین بار بر تاج الیزابت، همسر جرج ششم، شهبانوی مادر قرار داشت. اکنون الماس کوه نور، همراه با دیگر جواهرات سلطنتی بریتانیا در محل خاصی در برج لندن، قصری تاریخی در ساحل شمالی رود تیمز نگهداری می‌شود.

## ارزش
الماس‌ها بر اساس چهار معیار قیراط، برش، رنگ و شفافیت ارزش‌گذاری می‌شوند. هرچند کوه نور هرگز در یک حراجی قیمت‌گذاری نشده است اما گمان می‌رود چنان گرانبهاست که غیرقابل ارزش‌گذاری باشد. این ارزشمندی بی‌نظیر نه تنها ناشی از قیراط و کیفیت بالای این الماس بلکه ناشی از اهمیت فوق‌العاده بالای تاریخی و فرهنگی آن است که کوه نور را به ارزشمندترین جواهر جهان بدل کرده است.

## ادعاهای مالکیت الماس کوه نور در حال حاضر
افزون بر بریتانیا که الماس کوه نور را در اختیار دارد، کشورهای هند، پاکستان، افغانستان و ایران نیز مدعی مالکیت آن هستند.
کشور هند در مورد مالکیت الماس کوه نور ادعا کرده و گفته‌است که کوه نور به‌طور غیرقانونی تصاحب شده و باید به این کشور پس داده شود. در سال ۱۹۹۷ هنگامی که ملکه الیزابت دوم در سفری رسمی به هند به مناسبت پنجاهمین سالگرد استقلال این کشور بود بسیاری از هندی‌ها در هند و بریتانیا خواستار بازگشت الماس کوه نور به هند شدند. با این وجود و با اینکه شماری از نهادهای فرهنگی هند می‌کوشند دولت هند را وادار کنند که از بریتانیا بخواهد که الماس کوه نور را پس بدهد اما بنابر گزارش خبرگزاری هند (پی‌تی‌آی)، وی نارایاناسامی، وزیر مشاور در امور برنامه‌ریزی هند در پاسخ به سؤال مجلس عوام (لوک‌سابا) گفت که دولت هند تصمیمی برای بازپس گرفتن الماس کوه نور و تخت طاووس (نادری) ندارد.
دیوید کامرون، نخست‌وزیر بریتانیا، در سال ۲۰۱۰ با اشاره به معاهده سال ۱۹۷۰ یونسکو که به اعاده میراث فرهنگی مربوط است گفت: «اگر به یکی [از این درخواست‌ها] بله بگویید ناگهان می‌بینید که موزه بریتانیا خالی شده‌است. متأسفانه باید بگویم که کوه نور همان‌جا که هست می‌ماند.» او همچنین در ۲۱ فوریه ۲۰۱۳ در حالی که از هند بازدید می‌کرد، دربارهٔ کسانی که خواهان بازپس گرفتن الماس هستند به سادگی گفت «کسی پشتیبان آنها نیست».
در دسامبر ۲۰۱۵، یک وکیل پاکستانی به نام جاوید اقبال جعفری با ثبت دادخواستی در دادگاه، خطاب به ملکه الیزابت دوم به‌عنوان خوانده و پاسخگو برای بازپس گرفتن الماس کوه نور اقدام کرد. جعفری مدعی شد که الماس کوه نور متعلق به ایالت پنجاب پاکستان بود اما انگلیسی‌ها در میانه سده ۱۹ میلادی که هند مستعمره آن‌ها بود این الماس را به زور گرفتند. اما پاکستان نمی‌تواند به‌سادگی این الماس را برگرداند چون مقامات هند نیز بارها یادآور شده‌اند که این الماس متعلق به آنهاست و ایران و افغانستان نیز دلایلی برای مطرح کردن ادعای مالکیت این الماس گران‌بها دارند.
در آوریل ۲۰۱۶ دولت هند اعلام کرد این کشور دیگر ادعایی بر الماس کوه نور ندارد. مشاور عالی حقوقی دولت هند به دیوان عالی این کشور گفت که این الماس «نه دزدیده شده و نه به زور برده شده‌است.» رانجیت کومار گفت: این الماس توسط زمام‌داران سابق پنجاب، به کمپانی هند شرقی بریتانیا «هدیه داده شده بود.»

## افسانه‌ها و حقیقت‌ها

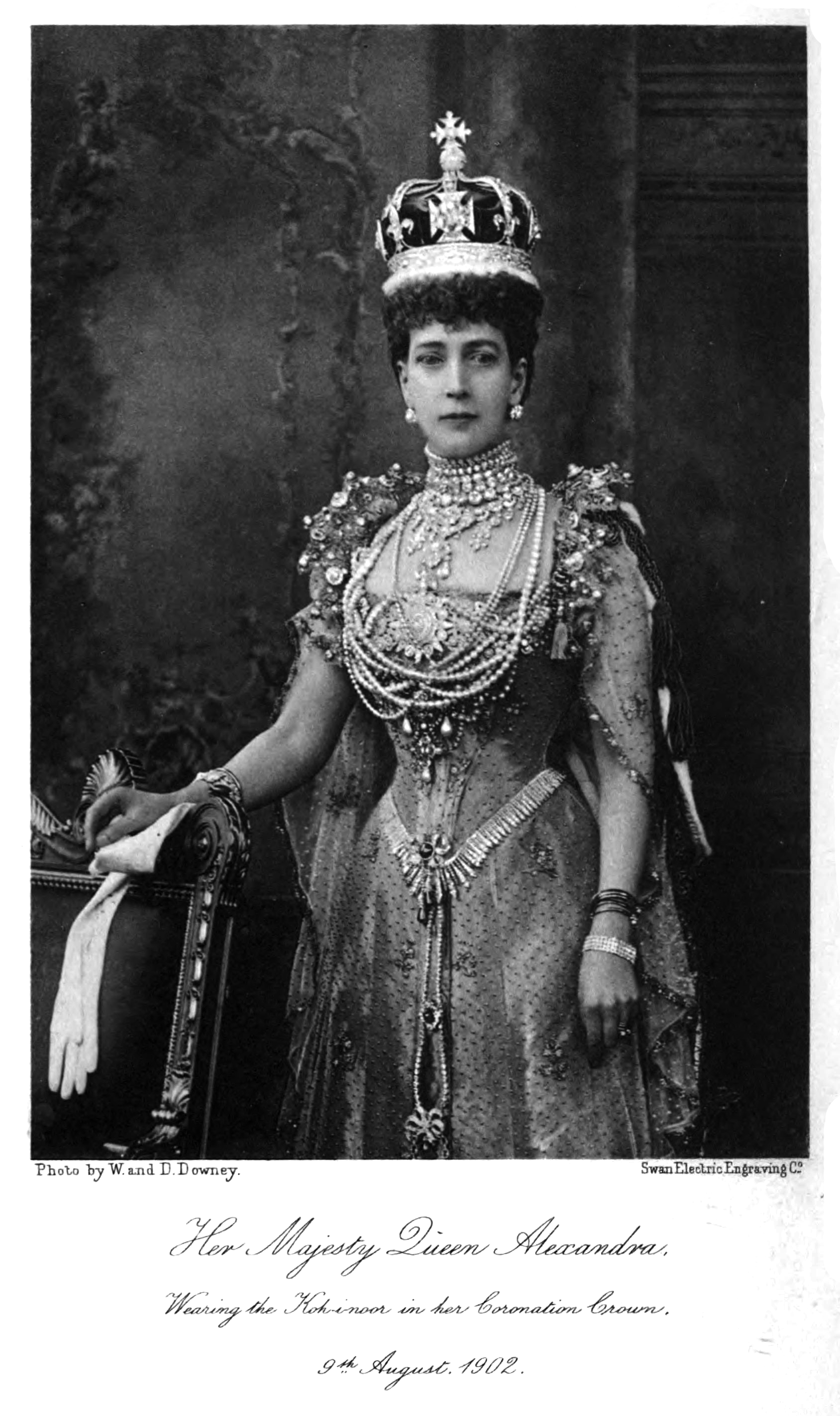
بر تاج ملکه الکساندرا ۱۹۰۵

پس از این که در سال ۱۸۴۹ کوه نور به دست لرد دالهوسی، فرماندار کل هند افتاد او تصمیم گرفت این الماس را همراه با تاریخچه رسمی آن برای ملکه ویکتوریا بفرستد؛ بنابراین یک دادرس جزء به نام «تئو متکالف» را در دهلی (که به قمار و خوش‌گذرانی علاقه زیادی داشت) مأمور کرد دربارهٔ تاریخچه کوه نور تحقیق کند. اطلاعاتی که او جمع‌آوری کرده بود از شایعات جذاب کوچه و بازار فراتر نرفتند.